# Didier Theys

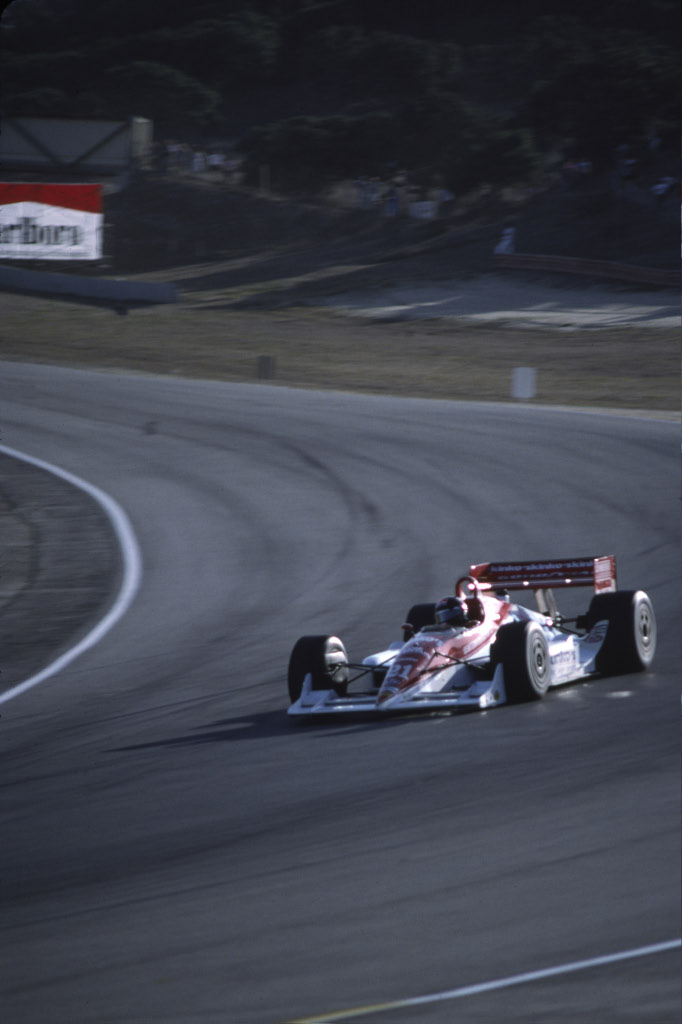
Theys in 1991.

Didier Theys (Nijvel, 19 oktober 1956) is een Belgisch autocoureur. Het grootste deel van zijn carrière speelde zich af in Noord-Amerika.

## Carrière
Theys werd in 1987 Indy Lights kampioen. Hij won drie van de tien races van het kampioenschap en stond vijf keer op poleposition. In datzelfde jaar reed hij drie races in het Champ Car kampioenschap. Vanaf 1988 tot 1991 reed hij telkens een groot deel van de kalender. In 1992 reed hij alleen nog op Laguna Seca en in het laatste jaar (1993) reed hij de races op Laguna Seca en Indianapolis. Hij reed in totaal 47 races in de Champ Car series. Zijn beste resultaat was een derde plaats op het stratencircuit van Miami in 1988. Zijn beste resultaat op Indianapolis was een elfde plaats in 1990.
Theys werd vooral bekend om zijn deelnames en overwinningen aan endurance races. Hij won in 1987 de 24 uur van Spa-Francorchamps, samen met landgenoten Eric van de Poele en Jean-Michel Martin. In 1998 won hij de 24 uur van Daytona met copiloten Arie Luyendyk, Mauro Baldi en Gianpiero Moretti. Hij won deze race een tweede keer in 2002, opnieuw met Mauro Baldi en verder met Massimiliano Papis en de Zwitser Fredy Lienhard. In 1998 won hij de 12 uren van Sebring, samen met Mauro Baldi en Gianpiero Moretti.
In 2002 won hij de Rolex Sports Car Series bij de prototypes. In maart 2009 kondigde hij zijn afscheid aan van de autosport, nadat zijn team het budget niet meer rond kreeg om deel te nemen aan de Le Mans series.